# San Miguel Panán
San Miguel Panán é uma cidade da Guatemala do departamento de Suchitepéquez.